# Charaxes catachrous
Charaxes catachrous är en fjärilsart som beskrevs av Otto Staudinger 1896. Charaxes catachrous ingår i släktet Charaxes och familjen praktfjärilar. IUCN kategoriserar arten globalt som livskraftig. Inga underarter finns listade i Catalogue of Life.